# Rhexia cubensis
Rhexia cubensis är en tvåhjärtbladig växtart som beskrevs av August Heinrich Rudolf Grisebach. Rhexia cubensis ingår i släktet Rhexia och familjen Melastomataceae. Inga underarter finns listade i Catalogue of Life.